# 音浴博物館

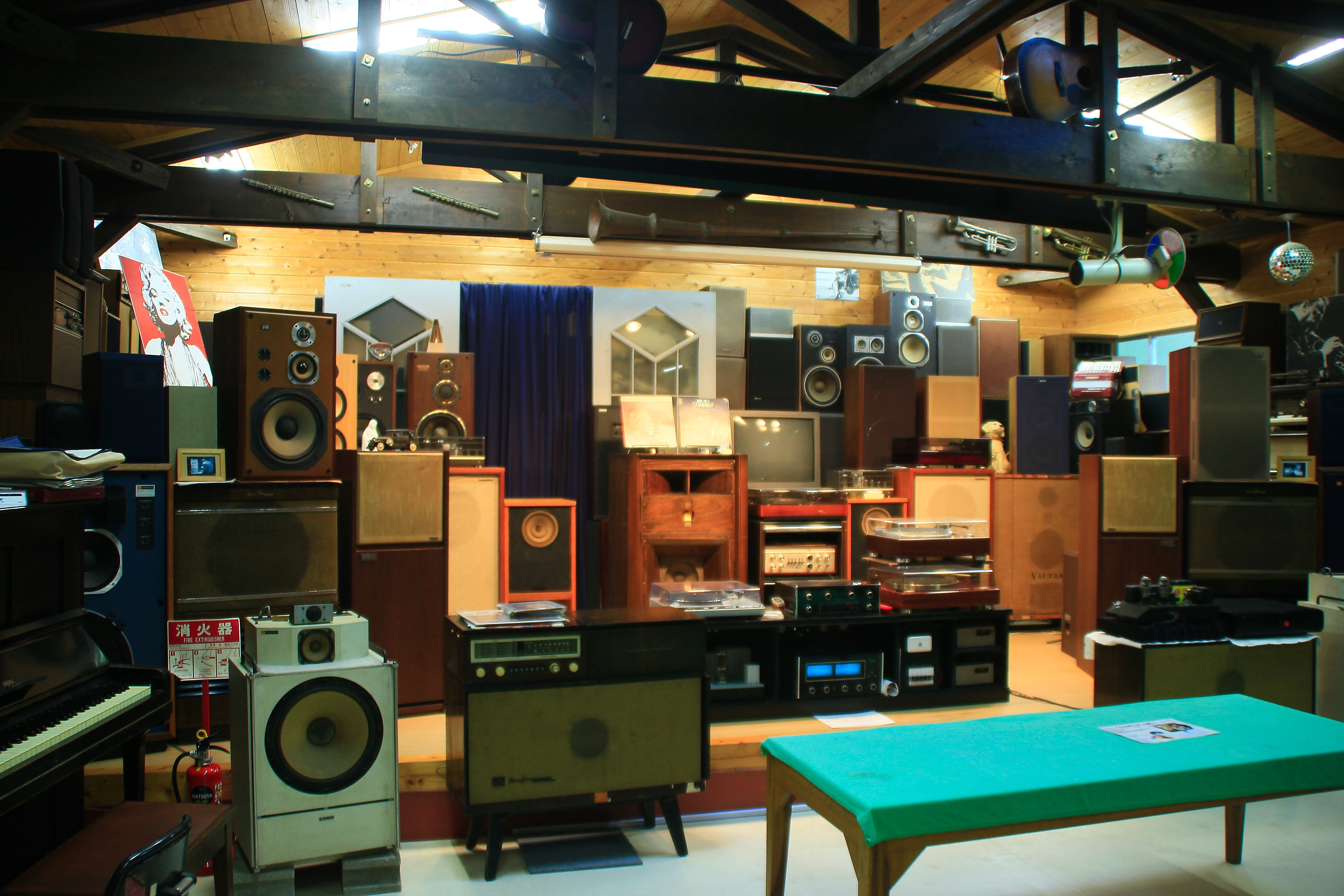
貴重な　スピーカー、アンプ　など

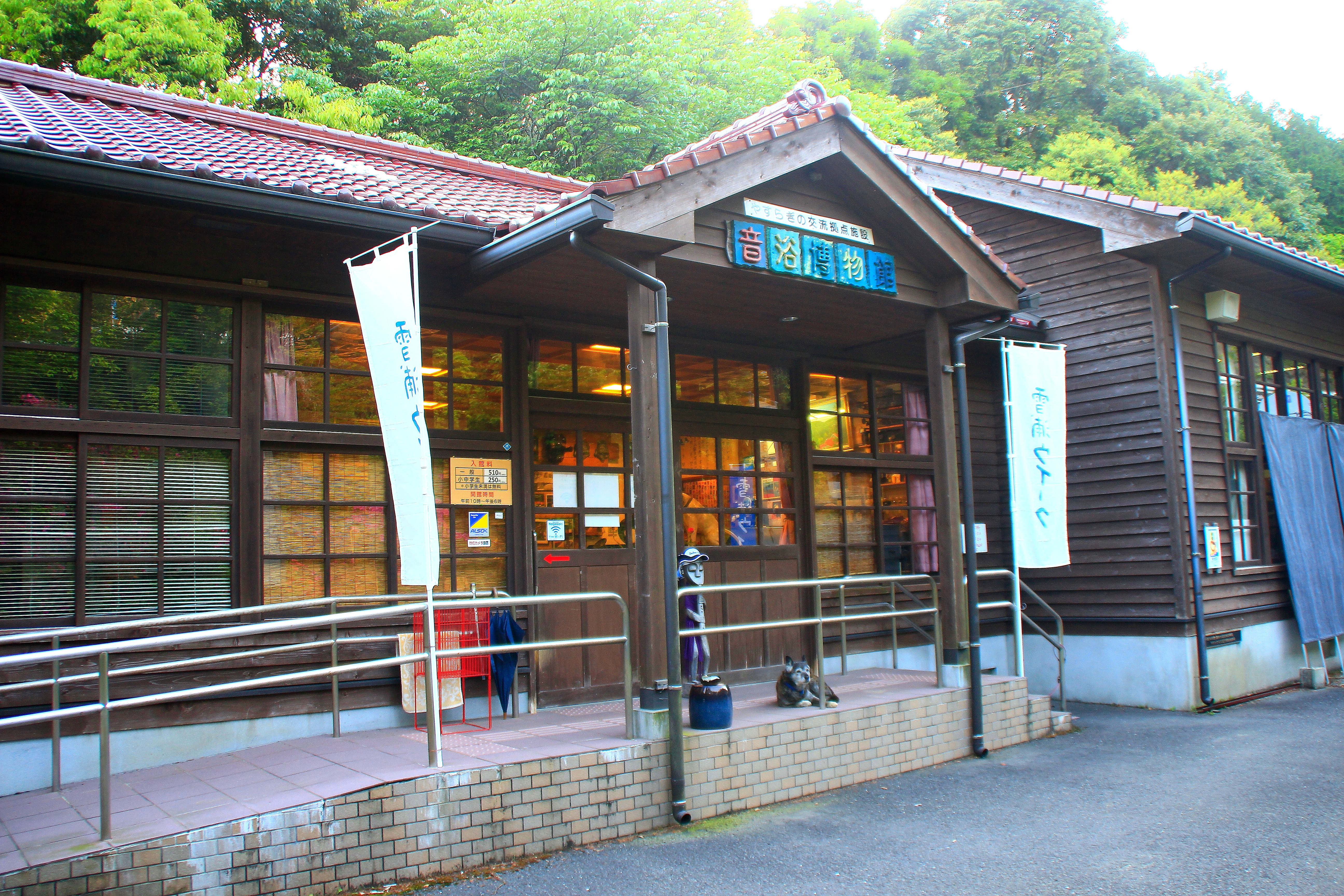
音浴博物館正面

音浴博物館 （おんよくはくぶつかん）は、長崎県西海市雪浦河通郷（ゆきのうらごうつうごう）にある博物館。

## 概要
SP盤などアナログレコード16万枚をはじめとして、トーマス・エジソンが発明した蝋管式蓄音機・再生装置などを使用して視聴することができる施設。聴きたいレコードを浴びるように聴けるため、「音浴」と称する。

## 歴史
もともとは栗原榮一朗が倉敷市でレコードや古い蓄音機などを集めて病院の大きな倉庫を借りて開業していたが、きわめて私的な施設であった。
2000年（平成12年）、当時借りていた倉庫が取り壊されて駐車場になることから、移転先を探して当時一般的になりかけていたインターネットで全国の自治体に場所の提供を呼びかけたところ3日後に長崎県庁から返事があり、用意された県内3か所を視察した結果、最も広い旧「大瀬戸町立雪浦小学校久良木開拓分校」跡に決定。2000年12月には10トントラック4台を使用して所蔵品を倉敷から移送したが、同分校は老朽化が激しかったことから修繕工事を行って開館にこぎ着けた。

## 収蔵品
開館した当初は6万枚だったが、レコードを手放す放送局や、この場所を知った人の中から数十枚単位で寄贈され、増え続けている。中には最近は自身の終活を念頭に置いた収集家が自身のコレクションを散逸させるのが惜しいと考えてレコードを寄贈するケースもある。またロックやジャズ、クラシックなど音楽のLPだけでなく、東条英機や政治家の演説や戦前のニュース、観光名所の案内を収めたSP盤も収蔵されている。

## 所在地
〒857-2323 長崎県西海市大瀬戸町雪浦河通郷342-80

## 開館時間
10:00～18:00、木曜休館

## 料金
一般 750円、小中学生 320円、小学生未満無料

## アクセス
長崎市街から車で約1時間30分。
なお、公共交通機関で当地を訪れることはできない。